# 대우 대형트럭

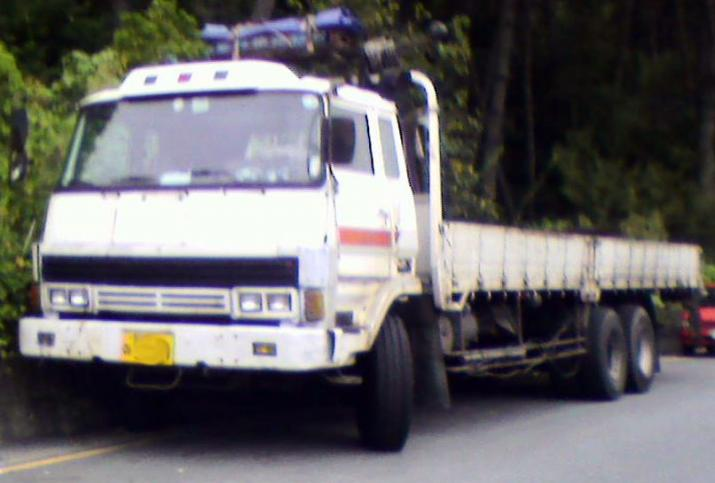
1987~1992년식 대우 11톤 카고 트럭

1977년부터 1986년까지 대우(새한) 11톤 카고 트럭에 탑재된 D2156HM 엔진

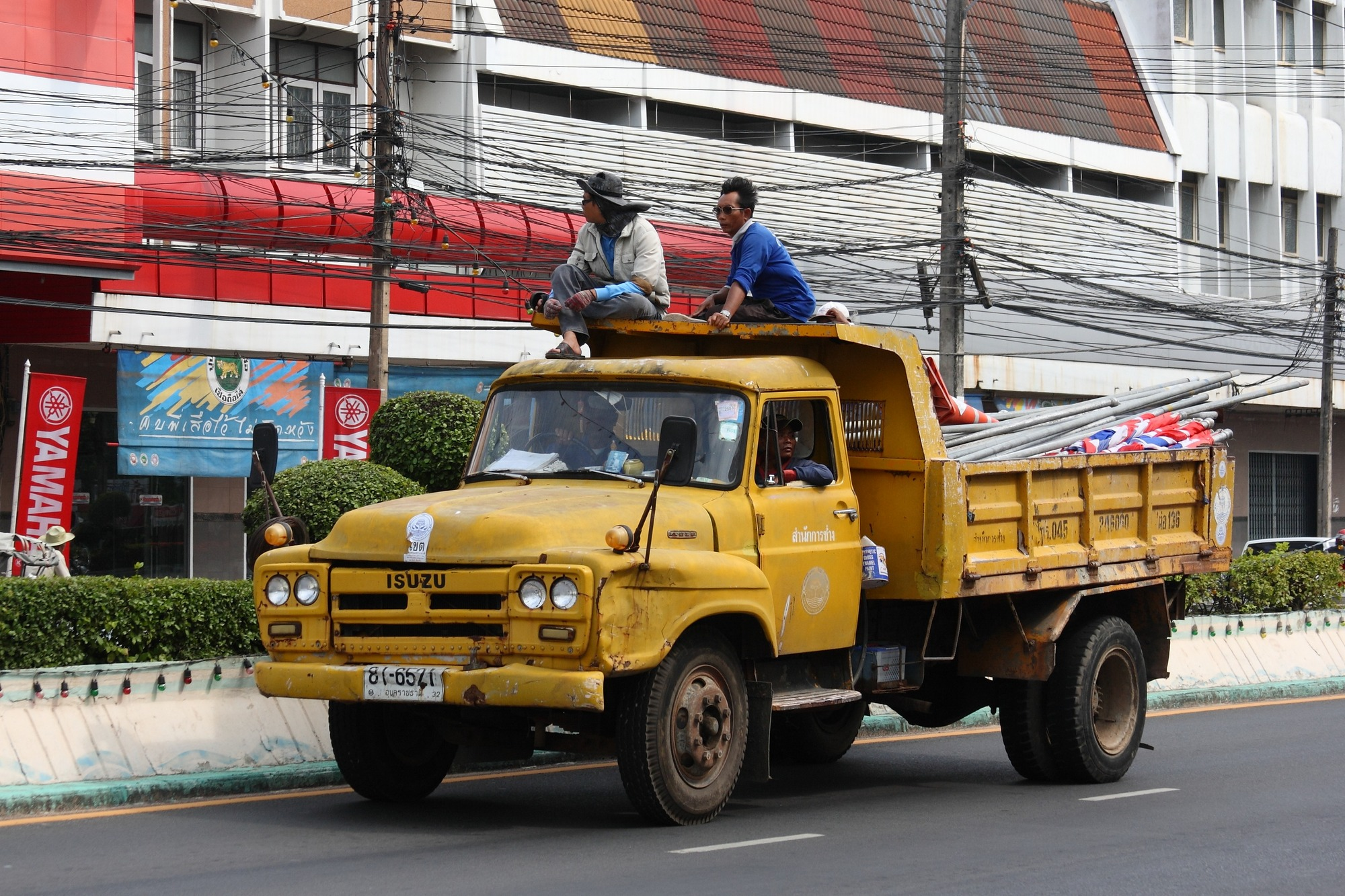
시보레 보닛형 덤프트럭의 원형인 이스즈 TX 덤프트럭

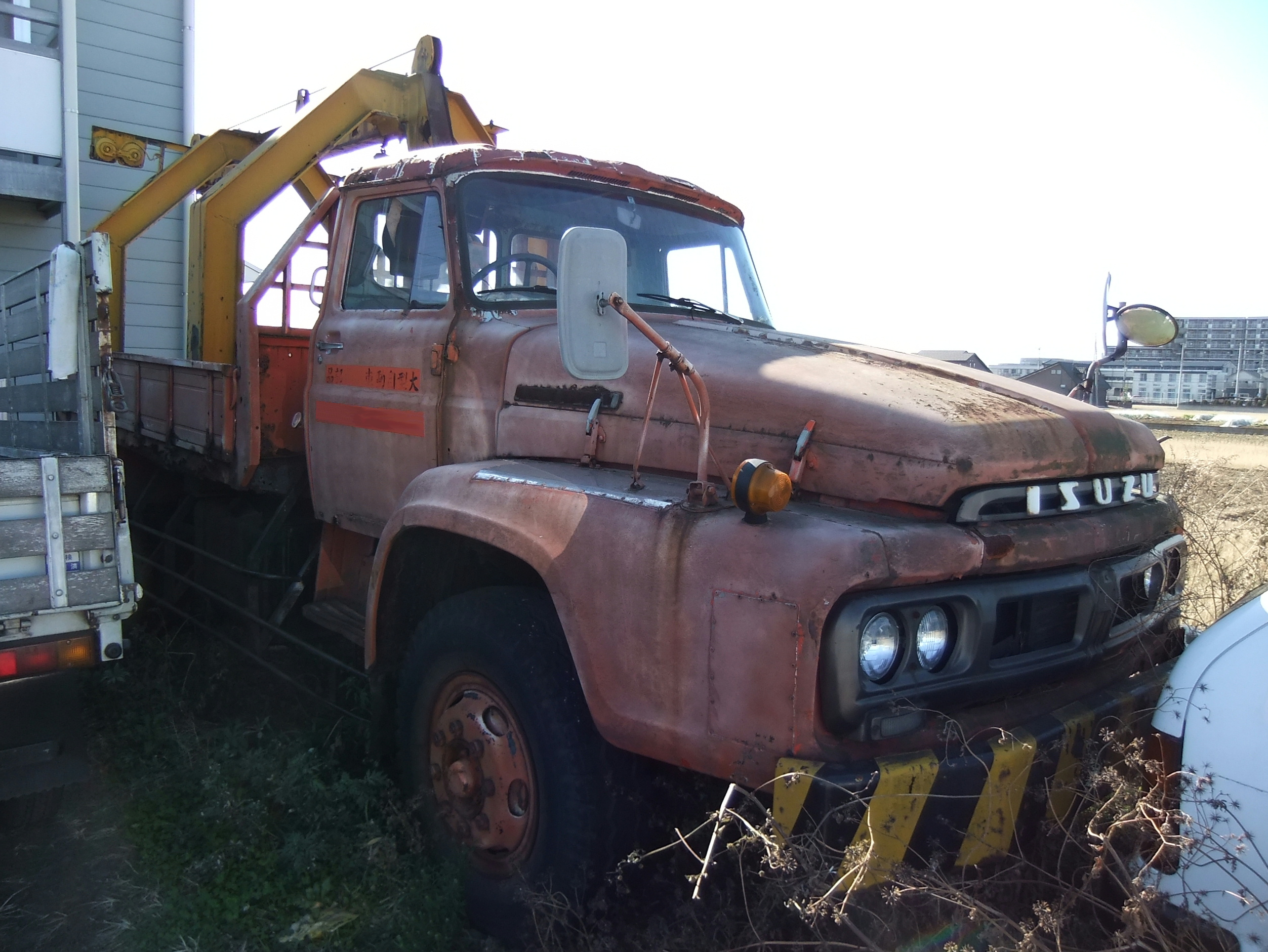
새한 8톤 덤프트럭의 캡과 동일한 모델 체인지된 보닛형 이스즈 TX 캡

대우 대형트럭은 타타대우모빌리티의 트럭이다.

## 역사
1973년
- - 4월 이스즈 캡오버형 TX, TD 트럭 기반의 GMK 시보레 6.5톤 카고 트럭(이스즈 DA640 엔진), 8톤 카고 트럭(이스즈 D920 엔진) 발매.
  - 10월 이스즈 본네트형 보닛형  TX 트럭 기반의 GMK 시보레 6.5톤 덤프 트럭(이스즈 DA640 엔진) 발매.

1974년
- - 1월 이스즈 캡오버형 TX, TD 트럭 기반의 GMK 시보레 6.5톤 카고 트럭(이스즈 DA640 엔진), 8톤 카고 트럭(이스즈 D920 엔진) 발매.
  - 1월 이스즈 본네트형 보닛형  TX 트럭 기반의 GMK 시보레 6.5톤 덤프 트럭(이스즈 DA640 엔진) 발매.
  - 2월 이스즈 캡오버형 TX, TD 트럭 기반의 GMK 시보레 6.5톤 카고 트럭(이스즈 DA640 엔진), 8톤 카고 트럭(이스즈 D920 엔진) 발매.
  - 2월 이스즈 본네트형 보닛형  TX 트럭 기반의 GMK 시보레 6.5톤 덤프 트럭(이스즈 DA640 엔진) 발매.
  - 4월 보닛형 덤프 트럭의 모델 체인지 및, 보닛형 8톤 덤프 트럭(이스즈 D920 엔진) 발매.
  - 8월 캡오버형 카고 트럭 차종의 모델 체인지로 트럭 캡의 대대적인 페이스리프트 및, 대시보드가 큰 폭으로 변경된다.
  - 9월 캡오버형 11톤 카고트럭 발매(이스즈 E120 엔진) 및, 보닛형 10.5톤 덤프트럭(이스즈 E120 엔진), 미국 보닛형 GMC S71 34톤 트랙터 발매.
  - 9월 미국 보닛형 GMC S70 10.5톤 덤프트럭 발매. 미국 보닛형 GMC S70 11톤 카고트럭 발매 미국 보닛형 GMC S70 34톤 트랙터 발매.

1975년
- - 1월 보닛형 덤프 트럭의 모델 체인지 및, 보닛형 8톤 덤프 트럭(이스즈 D920 엔진) 발매.
  - 1월 캡오버형 카고 트럭 차종의 모델 체인지로 트럭 캡의 대대적인 페이스리프트 및, 대시보드가 큰 폭으로 변경된다.
  - 1월 캡오버형 11톤 카고트럭 발매(이스즈 E120 엔진) 및, 보닛형 10.5톤 덤프트럭(이스즈 E120 엔진), 미국 보닛형 GMC S71 34톤 트랙터 발매.
  - 1월 미국 보닛형 GMC S70 10.5톤 덤프트럭 발매. 미국 보닛형 GMC S70 11톤 카고트럭 발매 미국 보닛형 GMC S70 34톤 트랙터 발매.
  - 2월 보닛형 덤프 트럭의 모델 체인지 및, 보닛형 8톤 덤프 트럭(이스즈 D920 엔진) 발매.
  - 2월 캡오버형 카고 트럭 차종의 모델 체인지로 트럭 캡의 대대적인 페이스리프트 및, 대시보드가 큰 폭으로 변경된다.
  - 2월 캡오버형 11톤 고상 카고트럭 발매(이스즈 E120 엔진) 및, 캡오버형 10.5톤 덤프트럭(이스즈 E120 엔진),
  - 2월 보닛형 D91 10.5톤 덤프트럭(이스즈 E120 엔진), 캡오버형 D90 11톤 고상 카고트럭 발매(이스즈 E120 엔진). 캡오버형 D90 11톤 저상 카고트럭 발매(이스즈 E120 엔진), 캡오버형 D90 고상 트랙터 발매
  - 2월 미국 보닛형 GMC S71 34톤 트랙터 발매.
  - 2월 미국 보닛형 GMC S70 10.5톤 덤프트럭 발매. 미국 보닛형 GMC S70 11톤 카고트럭 발매 미국 보닛형 GMC S70 34톤 트랙터 발매.

1976년
- - 디젤 엔진 수입 제한 및, 상공부의 지시에 따라 캡오버형 8톤 카고 트럭과  캡오버형 11톤 카고 트럭과, 본네트형 보닛형 8톤 덤프트럭  캡오버형 10.5톤 덤프트럭의 엔진이 대우중공업에서 라이선스 생산하는 D0846HM 엔진으로 변경된다.
  - 1월 보닛형 덤프 트럭의 모델 체인지 및, 보닛형 8톤 덤프 트럭(이스즈 D920 엔진) 발매.
  - 1월 캡오버형 카고 트럭 차종의 모델 체인지로 트럭 캡의 대대적인 페이스리프트 및, 대시보드가 큰 폭으로 변경된다.
  - 1월 캡오버형 11톤 카고트럭 발매(이스즈 E120 엔진) 및, 보닛형 10.5톤 덤프트럭(이스즈 E120 엔진), 미국 보닛형 GMC S71 34톤 트랙터 발매.
  - 1월 미국 보닛형 GMC S70 10.5톤 덤프트럭 발매. 미국 보닛형 GMC S70 11톤 카고트럭 발매 미국 보닛형 GMC S70 34톤 트랙터 발매.
  - 1월 보닛형 덤프 트럭의 모델 체인지 및, 보닛형 8톤 덤프 트럭(이스즈 D920 엔진) 발매.
  - 1월 캡오버형 카고 트럭 차종의 모델 체인지로 트럭 캡의 대대적인 페이스리프트 및, 대시보드가 큰 폭으로 변경된다.
  - 1월 캡오버형 11톤 고상 카고트럭 발매(이스즈 E120 엔진) 및, 캡오버형 10.5톤 덤프트럭(이스즈 E120 엔진),
  - 1월 보닛형 D91 10.5톤 덤프트럭(이스즈 E120 엔진), 캡오버형 D90 11톤 고상 카고트럭 발매(이스즈 E120 엔진). 캡오버형 D90 11톤 저상 카고트럭 발매(이스즈 E120 엔진), 캡오버형 D90 고상 트랙터 발매
  - 1월 미국 보닛형 GMC S71 34톤 트랙터 발매.
  - 1월 미국 보닛형 GMC S70 10.5톤 덤프트럭 발매. 미국 보닛형 GMC S70 11톤 카고트럭 발매 미국 보닛형 GMC S70 34톤 트랙터 발매.
  - 2월 보닛형 덤프 트럭의 모델 체인지 및, 보닛형 8톤 덤프 트럭(이스즈 D920 엔진) 발매.
  - 2월 캡오버형 카고 트럭 차종의 모델 체인지로 트럭 캡의 대대적인 페이스리프트 및, 대시보드가 큰 폭으로 변경된다.
  - 2월 캡오버형 11톤 카고트럭 발매(이스즈 E120 엔진) 및, 보닛형 10.5톤 덤프트럭(이스즈 E120 엔진), 미국 보닛형 GMC S71 34톤 트랙터 발매.
  - 2월 미국 보닛형 GMC S70 10.5톤 덤프트럭 발매. 미국 보닛형 GMC S70 11톤 카고트럭 발매 미국 보닛형 GMC S70 34톤 트랙터 발매.
  - 2월 보닛형 덤프 트럭의 모델 체인지 및, 보닛형 8톤 덤프 트럭(이스즈 D920 엔진) 발매.
  - 2월 캡오버형 카고 트럭 차종의 모델 체인지로 트럭 캡의 대대적인 페이스리프트 및, 대시보드가 큰 폭으로 변경된다.
  - 2월 캡오버형 11톤 고상 카고트럭 발매(이스즈 E120 엔진) 및, 캡오버형 10.5톤 덤프트럭(이스즈 E120 엔진),
  - 2월 보닛형 D91 10.5톤 덤프트럭(이스즈 E120 엔진), 캡오버형 D90 11톤 고상 카고트럭 발매(이스즈 E120 엔진). 캡오버형 D90 11톤 저상 카고트럭 발매(이스즈 E120 엔진), 캡오버형 D90 고상 트랙터 발매
  - 2월 미국 보닛형 GMC S71 34톤 트랙터 발매.
  - 2월 미국 보닛형 GMC S70 10.5톤 덤프트럭 발매. 미국 보닛형 GMC S70 11톤 카고트럭 발매 미국 보닛형 GMC S70 34톤 트랙터 발매.
  - 11월 보닛형 덤프 트럭의 모델 체인지 및, 보닛형 8톤 덤프 트럭(이스즈 D920 엔진) 발매.
  - 11월 캡오버형 카고 트럭 차종의 모델 체인지로 트럭 캡의 대대적인 페이스리프트 및, 대시보드가 큰 폭으로 변경된다.
  - 11월 캡오버형 11톤 카고트럭 발매(이스즈 E120 엔진) 및, 보닛형 10.5톤 덤프트럭(이스즈 E120 엔진), 미국 보닛형 GMC S71 34톤 트랙터 발매.
  - 11월 미국 보닛형 GMC S70 10.5톤 덤프트럭 발매. 미국 보닛형 GMC S70 11톤 카고트럭 발매 미국 보닛형 GMC S70 34톤 트랙터 발매.
  - 11월 보닛형 덤프 트럭의 모델 체인지 및, 보닛형 8톤 덤프 트럭(이스즈 D920 엔진) 발매.
  - 11월 캡오버형 카고 트럭 차종의 모델 체인지로 트럭 캡의 대대적인 페이스리프트 및, 대시보드가 큰 폭으로 변경된다.
  - 11월 캡오버형 11톤 고상 카고트럭 발매(이스즈 E120 엔진) 및, 캡오버형 10.5톤 덤프트럭(이스즈 E120 엔진),
  - 11월 보닛형 D91 10.5톤 덤프트럭(이스즈 E120 엔진), 캡오버형 D90 11톤 고상 카고트럭 발매(이스즈 E120 엔진). 캡오버형 D90 11톤 저상 카고트럭 발매(이스즈 E120 엔진), 캡오버형 D90 고상 트랙터 발매
  - 11월 미국 보닛형 GMC S71 34톤 트랙터 발매.
  - 11월 미국 보닛형 GMC S70 10.5톤 덤프트럭 발매. 미국 보닛형 GMC S70 11톤 카고트럭 발매 미국 보닛형 GMC S70 34톤 트랙터 발매.
  - 11월 미국 보닛형 GMC S71 34톤 트랙터 발매.
  - 11월 미국 보닛형 GMC S70 10.5톤 덤프트럭 발매. 미국 보닛형 GMC S70 11톤 카고트럭 발매 미국 보닛형 GMC S70 34톤 트랙터 발매.
  - 11월 보닛형 D90 10.5톤 덤프트럭(이스즈 E120 엔진),
- 6.5톤 트럭이 단종.
  - 11월 GMK에서 새한자동차로 사명이 변경되면서 CHEVROLET 엠블럼에서 SMC 엠블럼으로 변경된다.

1977년
- - 11월 디젤 엔진 수입 제한 및, 상공부의 지시에 따라 10.5톤, 11톤 트럭의 엔진이 대우중공업에서 라이선스 생산하는 D2156HM 엔진으로 변경된다.
- 캡오버형 8톤 카고 트럭과  캡오버형 11톤 카고 트럭과, 본네트형 보닛형 8톤 덤프트럭  본네트형 보닛형 10.5톤 덤프트럭 발매
  - 1월 보닛형 덤프 트럭의 모델 체인지 및, 보닛형 8톤 덤프 트럭(이스즈 D920 엔진) 발매.
  - 1월 캡오버형 카고 트럭 차종의 모델 체인지로 트럭 캡의 대대적인 페이스리프트 및, 대시보드가 큰 폭으로 변경된다.
  - 1월 캡오버형 11톤 카고트럭 발매(이스즈 E120 엔진) 및, 보닛형 10.5톤 덤프트럭(이스즈 E120 엔진), 미국 보닛형 GMC S71 34톤 트랙터 발매.
  - 1월 미국 보닛형 GMC S70 10.5톤 덤프트럭 발매. 미국 보닛형 GMC S70 11톤 카고트럭 발매 미국 보닛형 GMC S70 34톤 트랙터 발매.
  - 1월 보닛형 덤프 트럭의 모델 체인지 및, 보닛형 8톤 덤프 트럭(이스즈 D920 엔진) 발매.
  - 1월 캡오버형 카고 트럭 차종의 모델 체인지로 트럭 캡의 대대적인 페이스리프트 및, 대시보드가 큰 폭으로 변경된다.
  - 1월 캡오버형 11톤 고상 카고트럭 발매(이스즈 E120 엔진) 및, 캡오버형 10.5톤 덤프트럭(이스즈 E120 엔진),
  - 1월 보닛형 D91 10.5톤 덤프트럭(이스즈 E120 엔진), 캡오버형 D90 11톤 고상 카고트럭 발매(이스즈 E120 엔진). 캡오버형 D90 11톤 저상 카고트럭 발매(이스즈 E120 엔진), 캡오버형 D90 고상 트랙터 발매
  - 1월 미국 보닛형 GMC S71 34톤 트랙터 발매.
  - 1월 미국 보닛형 GMC S70 10.5톤 덤프트럭 발매. 미국 보닛형 GMC S70 11톤 카고트럭 발매 미국 보닛형 GMC S70 34톤 트랙터 발매.
  - 1월 미국 보닛형 GMC S71 34톤 트랙터 발매.
  - 1월 미국 보닛형 GMC S70 10.5톤 덤프트럭 발매. 미국 보닛형 GMC S70 11톤 카고트럭 발매 미국 보닛형 GMC S70 34톤 트랙터 발매.
  - 1월 보닛형 D90 10.5톤 덤프트럭(이스즈 E120 엔진),
  - 2월 보닛형 덤프 트럭의 모델 체인지 및, 보닛형 8톤 덤프 트럭(이스즈 D920 엔진) 발매.
  - 2월 캡오버형 카고 트럭 차종의 모델 체인지로 트럭 캡의 대대적인 페이스리프트 및, 대시보드가 큰 폭으로 변경된다.
  - 2월 캡오버형 11톤 카고트럭 발매(이스즈 E120 엔진) 및, 보닛형 10.5톤 덤프트럭(이스즈 E120 엔진), 미국 보닛형 GMC S71 34톤 트랙터 발매.
  - 2월 미국 보닛형 GMC S70 10.5톤 덤프트럭 발매. 미국 보닛형 GMC S70 11톤 카고트럭 발매 미국 보닛형 GMC S70 34톤 트랙터 발매.
  - 2월 보닛형 덤프 트럭의 모델 체인지 및, 보닛형 8톤 덤프 트럭(이스즈 D920 엔진) 발매.
  - 2월 캡오버형 카고 트럭 차종의 모델 체인지로 트럭 캡의 대대적인 페이스리프트 및, 대시보드가 큰 폭으로 변경된다.
  - 2월 캡오버형 11톤 고상 카고트럭 발매(이스즈 E120 엔진) 및, 캡오버형 10.5톤 덤프트럭(이스즈 E120 엔진),
  - 2월 보닛형 D91 10.5톤 덤프트럭(이스즈 E120 엔진), 캡오버형 D90 11톤 고상 카고트럭 발매(이스즈 E120 엔진). 캡오버형 D90 11톤 저상 카고트럭 발매(이스즈 E120 엔진), 캡오버형 D90 고상 트랙터 발매
  - 2월 미국 보닛형 GMC S71 34톤 트랙터 발매.
  - 2월 미국 보닛형 GMC S70 10.5톤 덤프트럭 발매. 미국 보닛형 GMC S70 11톤 카고트럭 발매 미국 보닛형 GMC S70 34톤 트랙터 발매

1978년
- - 1월 디젤 엔진 수입 제한 및, 상공부의 지시에 따라 10.5톤, 11톤 트럭의 엔진이 대우중공업에서 라이선스 생산하는 D2156HM 엔진으로 변경된다.
- 캡오버형 8톤 카고 트럭과  캡오버형 11톤 카고 트럭과, 본네트형 보닛형 8톤 덤프트럭  캡오버형 10.5톤 덤프트럭 발매
- 캡오버형 8톤 카고 트럭과  캡오버형 11톤 카고 트럭과, 본네트형 보닛형 8톤 덤프트럭  본네트형 보닛형 10.5톤 덤프트럭 발매
  - 1월 보닛형 덤프 트럭의 모델 체인지 및, 보닛형 8톤 덤프 트럭(이스즈 D920 엔진) 발매.
  - 1월 캡오버형 카고 트럭 차종의 모델 체인지로 트럭 캡의 대대적인 페이스리프트 및, 대시보드가 큰 폭으로 변경된다.
  - 1월 캡오버형 11톤 카고트럭 발매(이스즈 E120 엔진) 및, 보닛형 10.5톤 덤프트럭(이스즈 E120 엔진), 미국 보닛형 GMC S71 34톤 트랙터 발매.
  - 1월 미국 보닛형 GMC S70 10.5톤 덤프트럭 발매. 미국 보닛형 GMC S70 11톤 카고트럭 발매 미국 보닛형 GMC S70 34톤 트랙터 발매.
  - 1월 보닛형 덤프 트럭의 모델 체인지 및, 보닛형 8톤 덤프 트럭(이스즈 D920 엔진) 발매.
  - 1월 캡오버형 카고 트럭 차종의 모델 체인지로 트럭 캡의 대대적인 페이스리프트 및, 대시보드가 큰 폭으로 변경된다.
  - [[1월] 캡오버형 11톤 고상 카고트럭 발매(이스즈 E120 엔진) 및, 캡오버형 10.5톤 덤프트럭(이스즈 E120 엔진),
  - 1월 보닛형 D91 10.5톤 덤프트럭(이스즈 E120 엔진), 캡오버형 D90 11톤 고상 카고트럭 발매(이스즈 E120 엔진). 캡오버형 D90 11톤 저상 카고트럭 발매(이스즈 E120 엔진), 캡오버형 D90 고상 트랙터 발매
  - 1월 미국 보닛형 GMC S71 34톤 트랙터 발매.
  - 1월 미국 보닛형 GMC S70 10.5톤 덤프트럭 발매. 미국 보닛형 GMC S70 11톤 카고트럭 발매 미국 보닛형 GMC S70 34톤 트랙터 발매.
  - 1월 미국 보닛형 GMC S71 34톤 트랙터 발매.
  - 1월 미국 보닛형 GMC S70 10.5톤 덤프트럭 발매. 미국 보닛형 GMC S70 11톤 카고트럭 발매 미국 보닛형 GMC S70 34톤 트랙터 발매.
  - 1월 보닛형 D90 10.5톤 덤프트럭(이스즈 E120 엔진),
  - 2월 보닛형 덤프 트럭의 모델 체인지 및, 보닛형 8톤 덤프 트럭(이스즈 D920 엔진) 발매.
  - 2월 캡오버형 카고 트럭 차종의 모델 체인지로 트럭 캡의 대대적인 페이스리프트 및, 대시보드가 큰 폭으로 변경된다.
  - 2월 캡오버형 11톤 카고트럭 발매(이스즈 E120 엔진) 및, 보닛형 10.5톤 덤프트럭(이스즈 E120 엔진), 미국 보닛형 GMC S71 34톤 트랙터 발매.
  - 2월 미국 보닛형 GMC S70 10.5톤 덤프트럭 발매. 미국 보닛형 GMC S70 11톤 카고트럭 발매 미국 보닛형 GMC S70 34톤 트랙터 발매.
  - 2월 보닛형 덤프 트럭의 모델 체인지 및, 보닛형 8톤 덤프 트럭(이스즈 D920 엔진) 발매.
  - 2월 캡오버형 카고 트럭 차종의 모델 체인지로 트럭 캡의 대대적인 페이스리프트 및, 대시보드가 큰 폭으로 변경된다.
  - 2월 캡오버형 11톤 고상 카고트럭 발매(이스즈 E120 엔진) 및, 캡오버형 10.5톤 덤프트럭(이스즈 E120 엔진),
  - 2월 보닛형 D91 10.5톤 덤프트럭(이스즈 E120 엔진), 캡오버형 D90 11톤 고상 카고트럭 발매(이스즈 E120 엔진). 캡오버형 D90 11톤 저상 카고트럭 발매(이스즈 E120 엔진), 캡오버형 D90 고상 트랙터 발매
  - 2월 미국 보닛형 GMC S71 34톤 트랙터 발매.
  - 2월 미국 보닛형 GMC S70 10.5톤 덤프트럭 발매. 미국 보닛형 GMC S70 11톤 카고트럭 발매 미국 보닛형 GMC S70 34톤 트랙터 발매.

1979년
- - 1월 디젤 엔진 수입 제한 및, 상공부의 지시에 따라 10.5톤, 11톤 트럭의 엔진이 대우중공업에서 라이선스 생산하는 D2156HM 엔진으로 변경된다.
- 캡오버형 8톤 카고 트럭과  캡오버형 11톤 카고 트럭과, 본네트형 보닛형 8톤 덤프트럭  캡오버형 10.5톤 덤프트럭 발매
- 캡오버형 8톤 카고 트럭과  캡오버형 11톤 카고 트럭과, 본네트형 보닛형 8톤 덤프트럭  본네트형 보닛형 10.5톤 덤프트럭 발매
  - 1월 보닛형 덤프 트럭의 모델 체인지 및, 보닛형 8톤 덤프 트럭(이스즈 D920 엔진) 발매.
  - 1월 캡오버형 카고 트럭 차종의 모델 체인지로 트럭 캡의 대대적인 페이스리프트 및, 대시보드가 큰 폭으로 변경된다.
  - 1월 캡오버형 11톤 카고트럭 발매(이스즈 E120 엔진) 및, 보닛형 10.5톤 덤프트럭(이스즈 E120 엔진), 미국 보닛형 GMC S71 34톤 트랙터 발매.
  - 1월 미국 보닛형 GMC S70 10.5톤 덤프트럭 발매. 미국 보닛형 GMC S70 11톤 카고트럭 발매 미국 보닛형 GMC S70 34톤 트랙터 발매.
  - 1월 보닛형 덤프 트럭의 모델 체인지 및, 보닛형 8톤 덤프 트럭(이스즈 D920 엔진) 발매.
  - 1월 캡오버형 카고 트럭 차종의 모델 체인지로 트럭 캡의 대대적인 페이스리프트 및, 대시보드가 큰 폭으로 변경된다.
  - 1월 캡오버형 11톤 고상 카고트럭 발매(이스즈 E120 엔진) 및, 캡오버형 10.5톤 덤프트럭(이스즈 E120 엔진),
  - 1월 보닛형 D91 10.5톤 덤프트럭(이스즈 E120 엔진), 캡오버형 D90 11톤 고상 카고트럭 발매(이스즈 E120 엔진). 캡오버형 D90 11톤 저상 카고트럭 발매(이스즈 E120 엔진), 캡오버형 D90 고상 트랙터 발매
  - 1월 미국 보닛형 GMC S71 34톤 트랙터 발매.
  - 1월 미국 보닛형 GMC S70 10.5톤 덤프트럭 발매. 미국 보닛형 GMC S70 11톤 카고트럭 발매 미국 보닛형 GMC S70 34톤 트랙터 발매.
  - 1월 미국 보닛형 GMC S71 34톤 트랙터 발매.
  - 1월 미국 보닛형 GMC S70 10.5톤 덤프트럭 발매. 미국 보닛형 GMC S70 11톤 카고트럭 발매 미국 보닛형 GMC S70 34톤 트랙터 발매.
  - 1월 보닛형 D90 10.5톤 덤프트럭(이스즈 E120 엔진),
  - 2월 보닛형 덤프 트럭의 모델 체인지 및, 보닛형 8톤 덤프 트럭(이스즈 D920 엔진) 발매.
  - 2월 캡오버형 카고 트럭 차종의 모델 체인지로 트럭 캡의 대대적인 페이스리프트 및, 대시보드가 큰 폭으로 변경된다.
  - 2월 캡오버형 11톤 카고트럭 발매(이스즈 E120 엔진) 및, 보닛형 10.5톤 덤프트럭(이스즈 E120 엔진), 미국 보닛형 GMC S71 34톤 트랙터 발매.
  - 2월 미국 보닛형 GMC S70 10.5톤 덤프트럭 발매. 미국 보닛형 GMC S70 11톤 카고트럭 발매 미국 보닛형 GMC S70 34톤 트랙터 발매.
  - 2월 보닛형 덤프 트럭의 모델 체인지 및, 보닛형 8톤 덤프 트럭(이스즈 D920 엔진) 발매.
  - 2월 캡오버형 카고 트럭 차종의 모델 체인지로 트럭 캡의 대대적인 페이스리프트 및, 대시보드가 큰 폭으로 변경된다.
  - 2월 캡오버형 11톤 고상 카고트럭 발매(이스즈 E120 엔진) 및, 캡오버형 10.5톤 덤프트럭(이스즈 E120 엔진),
  - 2월 보닛형 D91 10.5톤 덤프트럭(이스즈 E120 엔진), 캡오버형 D90 11톤 고상 카고트럭 발매(이스즈 E120 엔진). 캡오버형 D90 11톤 저상 카고트럭 발매(이스즈 E120 엔진), 캡오버형 D90 고상 트랙터 발매
  - 2월 미국 보닛형 GMC S71 34톤 트랙터 발매.
  - 2월 미국 보닛형 GMC S70 10.5톤 덤프트럭 발매. 미국 보닛형 GMC S70 11톤 카고트럭 발매 미국 보닛형 GMC S70 34톤 트랙터 발매.

1980년
- - 1월 디젤 엔진 수입 제한 및, 상공부의 지시에 따라 10.5톤, 11톤 트럭의 엔진이 대우중공업에서 라이선스 생산하는 D2156HM 엔진으로 변경된다.
- 캡오버형 8톤 카고 트럭과  캡오버형 11톤 카고 트럭과, 본네트형 보닛형 8톤 덤프트럭  캡오버형 10.5톤 덤프트럭 발매
- 캡오버형 8톤 카고 트럭과  캡오버형 11톤 카고 트럭과, 본네트형 보닛형 8톤 덤프트럭  본네트형 보닛형 10.5톤 덤프트럭 발매
  - 1월 보닛형 덤프 트럭의 모델 체인지 및, 보닛형 8톤 덤프 트럭(이스즈 D920 엔진) 발매.
  - 1월 캡오버형 카고 트럭 차종의 모델 체인지로 트럭 캡의 대대적인 페이스리프트 및, 대시보드가 큰 폭으로 변경된다.
  - 1월 캡오버형 11톤 카고트럭 발매(이스즈 E120 엔진) 및, 보닛형 10.5톤 덤프트럭(이스즈 E120 엔진), 미국 보닛형 GMC S71 34톤 트랙터 발매.
  - 1월 미국 보닛형 GMC S70 10.5톤 덤프트럭 발매. 미국 보닛형 GMC S70 11톤 카고트럭 발매 미국 보닛형 GMC S70 34톤 트랙터 발매.
  - 1월 보닛형 덤프 트럭의 모델 체인지 및, 보닛형 8톤 덤프 트럭(이스즈 D920 엔진) 발매.
  - 1월 캡오버형 카고 트럭 차종의 모델 체인지로 트럭 캡의 대대적인 페이스리프트 및, 대시보드가 큰 폭으로 변경된다.
  - 1월 캡오버형 11톤 고상 카고트럭 발매(이스즈 E120 엔진) 및, 캡오버형 10.5톤 덤프트럭(이스즈 E120 엔진),
  - 1월 보닛형 D91 10.5톤 덤프트럭(이스즈 E120 엔진), 캡오버형 D90 11톤 고상 카고트럭 발매(이스즈 E120 엔진). 캡오버형 D90 11톤 저상 카고트럭 발매(이스즈 E120 엔진), 캡오버형 D90 고상 트랙터 발매
  - 1월 미국 보닛형 GMC S71 34톤 트랙터 발매.
  - 1월 미국 보닛형 GMC S70 10.5톤 덤프트럭 발매. 미국 보닛형 GMC S70 11톤 카고트럭 발매 미국 보닛형 GMC S70 34톤 트랙터 발매.
  - 1월 미국 보닛형 GMC S71 34톤 트랙터 발매.
  - 1월 미국 보닛형 GMC S70 10.5톤 덤프트럭 발매. 미국 보닛형 GMC S70 11톤 카고트럭 발매 미국 보닛형 GMC S70 34톤 트랙터 발매.
  - 1월 보닛형 D90 10.5톤 덤프트럭(이스즈 E120 엔진),
  - 2월 보닛형 덤프 트럭의 모델 체인지 및, 보닛형 8톤 덤프 트럭(이스즈 D920 엔진) 발매.
  - 2월 캡오버형 카고 트럭 차종의 모델 체인지로 트럭 캡의 대대적인 페이스리프트 및, 대시보드가 큰 폭으로 변경된다.
  - 2월 캡오버형 11톤 카고트럭 발매(이스즈 E120 엔진) 및, 보닛형 10.5톤 덤프트럭(이스즈 E120 엔진), 미국 보닛형 GMC S71 34톤 트랙터 발매.
  - 2월 미국 보닛형 GMC S70 10.5톤 덤프트럭 발매. 미국 보닛형 GMC S70 11톤 카고트럭 발매 미국 보닛형 GMC S70 34톤 트랙터 발매.
  - 2월 보닛형 덤프 트럭의 모델 체인지 및, 보닛형 8톤 덤프 트럭(이스즈 D920 엔진) 발매.
  - 2월 캡오버형 카고 트럭 차종의 모델 체인지로 트럭 캡의 대대적인 페이스리프트 및, 대시보드가 큰 폭으로 변경된다.
  - 2월 캡오버형 11톤 고상 카고트럭 발매(이스즈 E120 엔진) 및, 캡오버형 10.5톤 덤프트럭(이스즈 E120 엔진),
  - 2월 보닛형 D91 10.5톤 덤프트럭(이스즈 E120 엔진), 캡오버형 D90 11톤 고상 카고트럭 발매(이스즈 E120 엔진). 캡오버형 D90 11톤 저상 카고트럭 발매(이스즈 E120 엔진), 캡오버형 D90 고상 트랙터 발매
  - 2월 미국 보닛형 GMC S71 34톤 트랙터 발매.
  - 2월 미국 보닛형 GMC S70 10.5톤 덤프트럭 발매. 미국 보닛형 GMC S70 11톤 카고트럭 발매 미국 보닛형 GMC S70 34톤 트랙터 발매.

1981년
- - 1월 디젤 엔진 수입 제한 및, 상공부의 지시에 따라 10.5톤, 11톤 트럭의 엔진이 대우중공업에서 라이선스 생산하는 D2156HM 엔진으로 변경된다.
- 캡오버형 8톤 카고 트럭과  캡오버형 11톤 카고 트럭과, 본네트형 보닛형 8톤 덤프트럭  캡오버형 10.5톤 덤프트럭 발매
- 캡오버형 8톤 카고 트럭과  캡오버형 11톤 카고 트럭과, 본네트형 보닛형 8톤 덤프트럭  본네트형 보닛형 10.5톤 덤프트럭 발매
  - 1월 보닛형 덤프 트럭의 모델 체인지 및, 보닛형 8톤 덤프 트럭(이스즈 D920 엔진) 발매.
  - 1월 캡오버형 카고 트럭 차종의 모델 체인지로 트럭 캡의 대대적인 페이스리프트 및, 대시보드가 큰 폭으로 변경된다.
  - 1월 캡오버형 11톤 카고트럭 발매(이스즈 E120 엔진) 및, 보닛형 10.5톤 덤프트럭(이스즈 E120 엔진), 미국 보닛형 GMC S71 34톤 트랙터 발매.
  - 1월 미국 보닛형 GMC S70 10.5톤 덤프트럭 발매. 미국 보닛형 GMC S70 11톤 카고트럭 발매 미국 보닛형 GMC S70 34톤 트랙터 발매.
  - 1월 보닛형 덤프 트럭의 모델 체인지 및, 보닛형 8톤 덤프 트럭(이스즈 D920 엔진) 발매.
  - 1월 캡오버형 카고 트럭 차종의 모델 체인지로 트럭 캡의 대대적인 페이스리프트 및, 대시보드가 큰 폭으로 변경된다.
  - 1월 캡오버형 11톤 고상 카고트럭 발매(이스즈 E120 엔진) 및, 캡오버형 10.5톤 덤프트럭(이스즈 E120 엔진),
  - 1월 보닛형 D91 10.5톤 덤프트럭(이스즈 E120 엔진), 캡오버형 D90 11톤 고상 카고트럭 발매(이스즈 E120 엔진). 캡오버형 D90 11톤 저상 카고트럭 발매(이스즈 E120 엔진), 캡오버형 D90 고상 트랙터 발매
  - 1월 미국 보닛형 GMC S71 34톤 트랙터 발매.
  - 1월 미국 보닛형 GMC S70 10.5톤 덤프트럭 발매. 미국 보닛형 GMC S70 11톤 카고트럭 발매 미국 보닛형 GMC S70 34톤 트랙터 발매.
  - 1월 미국 보닛형 GMC S71 34톤 트랙터 발매.
  - 1월 미국 보닛형 GMC S70 10.5톤 덤프트럭 발매. 미국 보닛형 GMC S70 11톤 카고트럭 발매 미국 보닛형 GMC S70 34톤 트랙터 발매.
  - 1월 보닛형 D90 10.5톤 덤프트럭(이스즈 E120 엔진),
  - 2월 보닛형 덤프 트럭의 모델 체인지 및, 보닛형 8톤 덤프 트럭(이스즈 D920 엔진) 발매.
  - 2월 캡오버형 카고 트럭 차종의 모델 체인지로 트럭 캡의 대대적인 페이스리프트 및, 대시보드가 큰 폭으로 변경된다.
  - 2월 캡오버형 11톤 카고트럭 발매(이스즈 E120 엔진) 및, 보닛형 10.5톤 덤프트럭(이스즈 E120 엔진), 미국 보닛형 GMC S71 34톤 트랙터 발매.
  - 2월 미국 보닛형 GMC S70 10.5톤 덤프트럭 발매. 미국 보닛형 GMC S70 11톤 카고트럭 발매 미국 보닛형 GMC S70 34톤 트랙터 발매.
  - 2월 보닛형 덤프 트럭의 모델 체인지 및, 보닛형 8톤 덤프 트럭(이스즈 D920 엔진) 발매.
  - 2월 캡오버형 카고 트럭 차종의 모델 체인지로 트럭 캡의 대대적인 페이스리프트 및, 대시보드가 큰 폭으로 변경된다.
  - 2월 캡오버형 11톤 고상 카고트럭 발매(이스즈 E120 엔진) 및, 캡오버형 10.5톤 덤프트럭(이스즈 E120 엔진),
  - 2월 보닛형 D91 10.5톤 덤프트럭(이스즈 E120 엔진), 캡오버형 D90 11톤 고상 카고트럭 발매(이스즈 E120 엔진). 캡오버형 D90 11톤 저상 카고트럭 발매(이스즈 E120 엔진), 캡오버형 D90 고상 트랙터 발매
  - 2월 미국 보닛형 GMC S71 34톤 트랙터 발매.
  - 2월 미국 보닛형 GMC S70 10.5톤 덤프트럭 발매. 미국 보닛형 GMC S70 11톤 카고트럭 발매 미국 보닛형 GMC S70 34톤 트랙터 발매.

1982년
- - 1월 디젤 엔진 수입 제한 및, 상공부의 지시에 따라 10.5톤, 11톤 트럭의 엔진이 대우중공업에서 라이선스 생산하는 D2156HM 엔진으로 변경된다.
- 캡오버형 8톤 카고 트럭과  캡오버형 11톤 카고 트럭과, 본네트형 보닛형 8톤 덤프트럭  캡오버형 10.5톤 덤프트럭 발매
- 캡오버형 8톤 카고 트럭과  캡오버형 11톤 카고 트럭과, 본네트형 보닛형 8톤 덤프트럭  본네트형 보닛형 10.5톤 덤프트럭 발매
  - 1월 보닛형 덤프 트럭의 모델 체인지 및, 보닛형 8톤 덤프 트럭(이스즈 D920 엔진) 발매.
  - 1월 캡오버형 카고 트럭 차종의 모델 체인지로 트럭 캡의 대대적인 페이스리프트 및, 대시보드가 큰 폭으로 변경된다.
  - 1월 캡오버형 11톤 카고트럭 발매(이스즈 E120 엔진) 및, 보닛형 10.5톤 덤프트럭(이스즈 E120 엔진), 미국 보닛형 GMC S71 34톤 트랙터 발매.
  - 1월 미국 보닛형 GMC S70 10.5톤 덤프트럭 발매. 미국 보닛형 GMC S70 11톤 카고트럭 발매 미국 보닛형 GMC S70 34톤 트랙터 발매.
  - 1월 보닛형 덤프 트럭의 모델 체인지 및, 보닛형 8톤 덤프 트럭(이스즈 D920 엔진) 발매.
  - 1월 캡오버형 카고 트럭 차종의 모델 체인지로 트럭 캡의 대대적인 페이스리프트 및, 대시보드가 큰 폭으로 변경된다.
  - 1월 캡오버형 11톤 고상 카고트럭 발매(이스즈 E120 엔진) 및, 캡오버형 10.5톤 덤프트럭(이스즈 E120 엔진),
  - 1월 보닛형 D91 10.5톤 덤프트럭(이스즈 E120 엔진), 캡오버형 D90 11톤 고상 카고트럭 발매(이스즈 E120 엔진). 캡오버형 D90 11톤 저상 카고트럭 발매(이스즈 E120 엔진), 캡오버형 D90 고상 트랙터 발매
  - 1월 미국 보닛형 GMC S71 34톤 트랙터 발매.
  - 1월 미국 보닛형 GMC S70 10.5톤 덤프트럭 발매. 미국 보닛형 GMC S70 11톤 카고트럭 발매 미국 보닛형 GMC S70 34톤 트랙터 발매.
  - 1월 미국 보닛형 GMC S71 34톤 트랙터 발매.
  - 1월 미국 보닛형 GMC S70 10.5톤 덤프트럭 발매. 미국 보닛형 GMC S70 11톤 카고트럭 발매 미국 보닛형 GMC S70 34톤 트랙터 발매.
  - 1월 보닛형 D90 10.5톤 덤프트럭(이스즈 E120 엔진),
  - 2월 보닛형 덤프 트럭의 모델 체인지 및, 보닛형 8톤 덤프 트럭(이스즈 D920 엔진) 발매.
  - 2월 캡오버형 카고 트럭 차종의 모델 체인지로 트럭 캡의 대대적인 페이스리프트 및, 대시보드가 큰 폭으로 변경된다.
  - 2월 캡오버형 11톤 카고트럭 발매(이스즈 E120 엔진) 및, 보닛형 10.5톤 덤프트럭(이스즈 E120 엔진), 미국 보닛형 GMC S71 34톤 트랙터 발매.
  - 2월 미국 보닛형 GMC S70 10.5톤 덤프트럭 발매. 미국 보닛형 GMC S70 11톤 카고트럭 발매 미국 보닛형 GMC S70 34톤 트랙터 발매.
  - 2월 보닛형 덤프 트럭의 모델 체인지 및, 보닛형 8톤 덤프 트럭(이스즈 D920 엔진) 발매.
  - 2월 캡오버형 카고 트럭 차종의 모델 체인지로 트럭 캡의 대대적인 페이스리프트 및, 대시보드가 큰 폭으로 변경된다.
  - 2월 캡오버형 11톤 고상 카고트럭 발매(이스즈 E120 엔진) 및, 캡오버형 10.5톤 덤프트럭(이스즈 E120 엔진),
  - 2월 보닛형 D91 10.5톤 덤프트럭(이스즈 E120 엔진), 캡오버형 D90 11톤 고상 카고트럭 발매(이스즈 E120 엔진). 캡오버형 D90 11톤 저상 카고트럭 발매(이스즈 E120 엔진), 캡오버형 D90 고상 트랙터 발매
  - 2월 미국 보닛형 GMC S71 34톤 트랙터 발매.
  - 2월 미국 보닛형 GMC S70 10.5톤 덤프트럭 발매. 미국 보닛형 GMC S70 11톤 카고트럭 발매 미국 보닛형 GMC S70 34톤 트랙터 발매.
  - 7월 보닛형 덤프 트럭의 모델 체인지 및, 보닛형 8톤 덤프 트럭(이스즈 D920 엔진) 발매.
  - 7월 캡오버형 카고 트럭 차종의 모델 체인지로 트럭 캡의 대대적인 페이스리프트 및, 대시보드가 큰 폭으로 변경된다.
  - 7월 캡오버형 11톤 카고트럭 발매(이스즈 E120 엔진) 및, 보닛형 10.5톤 덤프트럭(이스즈 E120 엔진), 미국 보닛형 GMC S71 34톤 트랙터 발매.
  - 7월 미국 보닛형 GMC S70 10.5톤 덤프트럭 발매. 미국 보닛형 GMC S70 11톤 카고트럭 발매 미국 보닛형 GMC S70 34톤 트랙터 발매.
  - 7월 보닛형 덤프 트럭의 모델 체인지 및, 보닛형 8톤 덤프 트럭(이스즈 D920 엔진) 발매.
  - 7월 캡오버형 카고 트럭 차종의 모델 체인지로 트럭 캡의 대대적인 페이스리프트 및, 대시보드가 큰 폭으로 변경된다.
  - 7월 캡오버형 11톤 고상 카고트럭 발매(이스즈 E120 엔진) 및, 캡오버형 10.5톤 덤프트럭(이스즈 E120 엔진),
  - 7월 보닛형 D91 10.5톤 덤프트럭(이스즈 E120 엔진), 캡오버형  D90 15톤 덤프트럭(이스즈 E120 엔진), 캡오버형 D90 11톤 고상 카고트럭 발매(이스즈 E120 엔진). 캡오버형 D90 11톤 리빅로우 저상 카고트럭 발매(이스즈 E120 엔진), 캡오버형 D90 고상 트랙터 발매
  - 7월 미국 보닛형 GMC S71 34톤 트랙터 발매.
  - 7월 미국 보닛형 GMC S70 10.5톤 덤프트럭 발매. 미국 보닛형 GMC S70 11톤 카고트럭 발매 미국 보닛형 GMC S70 34톤 트랙터 발매

1983년
- - 1월 대우자동차로 사명 변경에 따라 SMC 엠블럼에서 DAEWOO 엠블럼으로 변경된다.
  - 1월 보닛형 덤프 트럭의 모델 체인지 및, 보닛형 8톤 덤프 트럭(이스즈 D920 엔진) 발매.
  - 1월 캡오버형 카고 트럭 차종의 모델 체인지로 트럭 캡의 대대적인 페이스리프트 및, 대시보드가 큰 폭으로 변경된다.
  - 1월 캡오버형 11톤 카고트럭 발매(이스즈 E120 엔진) 및, 보닛형 10.5톤 덤프트럭(이스즈 E120 엔진), 미국 보닛형 GMC S71 34톤 트랙터 발매.
  - 1월 미국 보닛형 GMC S70 10.5톤 덤프트럭 발매. 미국 보닛형 GMC S70 11톤 카고트럭 발매 미국 보닛형 GMC S70 34톤 트랙터 발매.
  - 1월 보닛형 덤프 트럭의 모델 체인지 및, 보닛형 8톤 덤프 트럭(이스즈 D920 엔진) 발매.
  - 1월 캡오버형 카고 트럭 차종의 모델 체인지로 트럭 캡의 대대적인 페이스리프트 및, 대시보드가 큰 폭으로 변경된다.
  - 1월 캡오버형 11톤 고상 카고트럭 발매(이스즈 E120 엔진) 및, 캡오버형 10.5톤 덤프트럭(이스즈 E120 엔진),
  - 1월 보닛형 D91 10.5톤 덤프트럭(이스즈 E120 엔진), 캡오버형  D90 15톤 덤프트럭(이스즈 E120 엔진), 캡오버형 D90 11톤 고상 카고트럭 발매(이스즈 E120 엔진). 캡오버형 D90 11톤 리빅로우 저상 카고트럭 발매(이스즈 E120 엔진), 캡오버형 D90 고상 트랙터 발매
  - 1월 미국 보닛형 GMC S71 34톤 트랙터 발매.
  - 1월 미국 보닛형 GMC S70 10.5톤 덤프트럭 발매. 미국 보닛형 GMC S70 11톤 카고트럭 발매 미국 보닛형 GMC S70 34톤 트랙터 발매.
  - 2월 보닛형 덤프 트럭의 모델 체인지 및, 보닛형 8톤 덤프 트럭(이스즈 D920 엔진) 발매.
  - 2월 캡오버형 카고 트럭 차종의 모델 체인지로 트럭 캡의 대대적인 페이스리프트 및, 대시보드가 큰 폭으로 변경된다.
  - 2월 캡오버형 11톤 카고트럭 발매(이스즈 E120 엔진) 및, 보닛형 10.5톤 덤프트럭(이스즈 E120 엔진), 미국 보닛형 GMC S71 34톤 트랙터 발매.
  - 2월 미국 보닛형 GMC S70 10.5톤 덤프트럭 발매. 미국 보닛형 GMC S70 11톤 카고트럭 발매 미국 보닛형 GMC S70 34톤 트랙터 발매.
  - 2월 보닛형 덤프 트럭의 모델 체인지 및, 보닛형 8톤 덤프 트럭(이스즈 D920 엔진) 발매.
  - 2월 캡오버형 카고 트럭 차종의 모델 체인지로 트럭 캡의 대대적인 페이스리프트 및, 대시보드가 큰 폭으로 변경된다.
  - 2월 캡오버형 11톤 고상 카고트럭 발매(이스즈 E120 엔진) 및, 캡오버형 10.5톤 덤프트럭(이스즈 E120 엔진),
  - 2월 보닛형 D91 10.5톤 덤프트럭(이스즈 E120 엔진), 캡오버형  D90 15톤 덤프트럭(이스즈 E120 엔진), 캡오버형 D90 11톤 고상 카고트럭 발매(이스즈 E120 엔진). 캡오버형 D90 11톤 리빅로우 저상 카고트럭 발매(이스즈 E120 엔진), 캡오버형 D90 고상 트랙터 발매
  - 2월 미국 보닛형 GMC S71 34톤 트랙터 발매.
  - 2월 미국 보닛형 GMC S70 10.5톤 덤프트럭 발매. 미국 보닛형 GMC S70 11톤 카고트럭 발매 미국 보닛형 GMC S70 34톤 트랙터 발매.
  - 8월 프런트 마스크가 대대적으로 페이스리프트되며, 스피드램프에 덮개가 씌워진다, 처음으로 V8 310마력 D2848M 엔진을 탑재한 캡오버형 15톤 덤프트럭 발매. 이 시기부터 라인업이 대폭 늘어나기 시작한다.

1984년
- - 1월 V8 310마력 D2848M 엔진의 39톤(4x2), 53톤(6x4) 트랙터와, 28M(11톤 새시) 및 22M(8톤 새시) 붐 길이의 콘크리트 펌프 트럭 발매.
  - 2월 콘크리트 믹서 트럭 발매.

1985년
- - 11월 전 차종이 일제히 마이너 체인지를 받으면서, 3스포크 스티어링 휠에서 2스포크 스티어링 휠로의 변경과 함께, 대시보드가 큰 폭으로 변경되며 새시의 보강이 이루어진다. 캡오버형 8톤 덤프와, 14.75톤 덤프가 출시된다.

1986년
- - 10월 전 차종이 페이스리프트를 받으면서 원형 4등 헤드램프에서 각형 4등 헤드램프로 변경 및, 스피드램프도 깔끔한 일체형 형태로 변경되며 핸들 형상도 변경된다. 8톤 트럭은 신개발 D1146 엔진을 탑재하고, 11톤 트럭은 신개발 D2366 엔진을 탑재한다. 터보엔진도 이 시기에 등장한다.

1992년
- - 8월 전 차종이 마지막 페이스리프트를 받으면서 외형이 크게 변하고(94년식과 구별법은 앞면의 영문대우 엠블렘하고 옆문의 데칼에 차이가 있음), 에어서스펜션 시트가 적용된다, D2848T의 개량형인 365마력 V365T 엔진이 이 시기에 등장하며, 8.5톤 카고(D2366 엔진)와 11톤 윙바디(D2366T 엔진)가 신규 라인업으로 발매된다.

1993년
- - 5월 국내 최초로 대형 6기통 터보인터쿨러 엔진인 320마력 D2366Ti가 개발되어 11.5톤 카고~14.5톤 덤프 트럭에 적용되며, D2366Ti 엔진을 탑재한 13톤 카고 트럭이 신규 발매된다.

1994년
- - 1월 마이너 페이스리프트를 받으면서 옆문의 데칼이 바뀌고, 앞면의 영문대우 엠블렘도 간격이 좁아짐. 편의사양으로 파워윈도우가 추가됨.
  - 11월 365마력 V365T 엔진을 탑재한 18톤 카고 트럭이 신규 발매된다.

1995년
- - 10월 22년 만에 전면적으로 풀 체인지가 이루어진 차세대 트럭의 발매로, 이스즈 뉴 파워 기반의 대우 대형 트럭들은 1996년에 최종적으로 생산이 종료되었다.

## 사용된 변속기
- 6단 수동변속기
- 10단 수동변속기
- 16단 수동변속기

## 경쟁 차종
- 현대 대형트럭
- 기아 KB트럭
- 아시아 AM트럭
- 기아 그랜토
- 동아 닛산디젤트럭
- 쌍용 SY트럭